# Lyte och men
Lyte och men – Samlande beteckning på fysiskt och psykiskt lidande (...) av bestående art för vilka man begär skadestånd enligt skadeståndslagen (1972:207),  5 kap. 1 § 3 p. Det handlar alltså om en bestående skada, smärta eller lidande, till skillnad från sveda och värk som avser övergående smärta och skador.